# Dino Marcan
Dino Marcan (* 12. Februar 1991 in Rijeka, SR Kroatien, SFR Jugoslawien) ist ein ehemaliger kroatischer Tennisspieler.

## Karriere
Dino Marcan war als Junior auf der ITF Junior Tour erfolgreich und erreichte dort in seinem letzten Jahr Platz 24. Im Einzel zog er bei den Grand-Slam-Turnieren einmal das Viertelfinale – 2009 in Wimbledon. Anfang 2009 stand er mit seinem Landsmann Marin Draganja bei den Australian Open ebenfalls im Viertelfinale. In Roland Garros gewannen sie wenige Monate später den Titel.
Ab der zweiten Hälfte des Jahres 2009 spielte Marcan auch Turniere der Profis, zunächst hauptsächlich auf der ITF Future Tour. Im Einzel gewann er zwischen 2011 und 2014 vier Future-Titel, auf der ATP Challenger Tour setzte er sich aber nie durch. Nur einmal überstand er die zweite Runde, als er 2013 in Anning im Halbfinale stand. Die einzigen beiden Einsätze auf der ATP Tour erfolgten 2012 und 2013, wo er jeweils sein erstes Match verlor. Mit Platz 289 erreichte Marcan im Juli 2012 sein Karrierehoch in der Weltrangliste.
Im Doppel gewann Marcan 23 Turniere der Future Tour, wovon allein 10 auf das Jahr 2011 entfielen. Die meiste Zeit spielte er dabei mit seinem Partner aus der Jugend, Draganja. Mit ihm zog er 2010 in Rijeka auch in sein erstes Challenger-Halbfinale ein. Im selben Jahr standen sie in Ljubljana auch erstmals im Endspiel. Zudem erhielten sie in Umag eine Wildcard, wodurch sie ihr Debüt auf der ATP Tour gaben. Sie gewannen ihr Match und schieden in der Folgerunde aus. Bei den folgenden zwölf Einsätzen auf der ATP Tour gelang es Marcan nur zwei weitere Male ein Match zu gewinnen. Stattdessen war er 2012 vor allem bei Challengers aktiv. In Blumenau gewann er mit Draganja den ersten Titel. 2013 und 2014 kamen insgesamt drei Titel hinzu, er spielte in dieser Zeit hauptsächlich mit Antonio Šančić. 2015 gewann er eines von vier erreichten Endspielen, wodurch er kurz vor dem Einzug in die Top 100 war. In Mohammedia gewann er 2016 seinen sechsten Challenger-Titel. 2017 zog er schließlich in die Top 100 ein und erreichte Rang 87, nachdem er zwei Titel aus fünf Endspielen gezogen hatte. Dennoch spielte er im September 2017 sein letztes Profiturnier in Banja Luka.
Nach seiner aktiven Karriere arbeitete er als Berater und Trainer.

## Erfolge
| Legende (Anzahl der Siege)  |
| Grand Slam                  |
| ATP World Tour Finals       |
| ATP World Tour Masters 1000 |
| ATP World Tour 500          |
| ATP World Tour 250          |
| ATP Challenger Tour (8)     |

### Doppel

#### Turniersiege
| Nr. | Datum              | Turnier       | Belag         | Partner        | Finalgegner                             | Ergebnis            |
| --- | ------------------ | ------------- | ------------- | -------------- | --------------------------------------- | ------------------- |
| 1.  | 15. April 2012     | Blumenau      | Sand          | Marin Draganja | Blaž Kavčič Antonio Veić                | 6:2, 6:0            |
| 2.  | 5. Mai 2013        | Anning (1)    | Sand          | Wiktor Baluda  | Sam Groth John-Patrick Smith            | 6:75, 6:4, [10:7]   |
| 3.  | 13. September 2014 | Banja Luka    | Sand          | Antonio Šančić | Jaroslav Pospíšil Adrian Sikora         | 7:5, 6:4            |
| 4.  | 26. September 2014 | Kenitra       | Sand          | Antonio Sančić | Gerard Granollers Jordi Samper Montaña  | 6:1, 7:63           |
| 5.  | 18. Juli 2015      | San Benedetto | Sand          | Antonio Sančić | César Ramírez Miguel Ángel Reyes Varela | 6:3, 6:710, [12:10] |
| 6.  | 7. Oktober 2016    | Mohammedia    | Sand          | Antonio Sančić | Roman Jebavý Andrej Martin              | 7:63, 6:4           |
| 7.  | 12. Februar 2017   | Budapest      | Hartplatz (i) | Sam Weissborn  | Blaž Kavčič Franko Škugor               | 6:3, 3:6, [16:14]   |
| 8.  | 30. April 2017     | Anning (2)    | Sand          | Sam Weissborn  | Steven De Waard Blaž Kavčič             | 5:7, 6:3, [10:7]    |